# The Third Memory
The Third Memory est un groupe de screamo français, originaire de Marseille, dans les Bouches-du-Rhône. Le groupe est formé en 2001 avec les membres de Awaken et Working-Through, et se sépare en 2010. Ils officiaient dans un style screamo, punk hardcore, teinté de crust punk, n'hésitant pas parfois à accélérer et alourdir le tempo. The Third Memory se caractérise également par le nombre de groupes et autre projets artistiques de ces membres.

## Biographie
The Third Memory est formé en 2001 à Marseille, dans les Bouches-du-Rhône, avec les membres de Awaken et Working-Through. La composition initiale du groupe est à l'origine d'une démo-CD intitulée The Gathering of Distorted Souls in the Garden of Flameless Utopia en 2002.
En 2004, le label Impure Muzik sort un split CD sur lequel le groupe apparaît aux côtés de Dodewaard, Petethepiratesquid et Thema Eleven.
Durant son existence, le groupe tourne en Europe et aux États-Unis, notamment avec les groupes Cease Upon The Capitol (États-Unis), Bokanovsky (France) et Dominic (NW). Les thèmes abordés étaient globalement métaphoriques et poétiques. Fidèles à leurs principes, leurs productions sont sorties sur des labels indépendants et spécialisés, sans la moindre publicité.
Le premier album studio du groupe, intitulé Et de cela rien ne ressort, n'est publié que quelques années plus tard, en 2005, après plusieurs changements dans la formation. Au début de 2007 sort un split avec le groupe Only for the Sake of Aching. La formation du groupe reste telle quelle jusqu'en 2008. Le chanteur Nicolas B. quitte le groupe quelques jours avant la tournée européenne prévue de longue date, les trois autres membres ne baissent pas les bras, redoublent d'efforts pour répartir les paroles, Julien L. le guitariste devra également se mettre au chant.
Début 2009 sort leur album éponyme,,. Il est pressé sur deux formats :
- CD coproduit par les labels Desormais, Petit Chantier Records, Hidden Rainbows et Itai Itai Records[7].
- LP coproduit par les labels React With Protest, Rok Lok Records, Sadness of Noise, Desertion Records, Petit Chantier Records[8].

À la même période, un split entre The Third Memory et Dominic est annoncé au label Impure Musik (Gantz, Ampools). Il est finalement publié le 5 février 2009 au label Denovali Records et Impure Musik,. Le groupe se sépare en 2010.

## Style musical et image
The Third Memory officie dans un style screamo, punk hardcore, teinté de crust punk, n'hésitant pas parfois à accélérer et alourdir le tempo. The Third Memory se caractérise également par le nombre de groupes et autre projets artistiques de ces membres.

## Membres

### Derniers membres
- Julien L. - guitare, chant
- Adrian R. - basse, chant
- Julien M. - batterie, chant

### Anciens membres
- Adrien C. - chant (2001-2003)
- Vincent « Sloman » - basse (2001-2002)
- Nicolas B. - chant (2003-2008)

## Discographie

### Albums studio
- 2005 : Et de cela rien ne ressort
- 2009 : The Third Memory

### Démo et splits
- 2002 : The Gathering of Distorted Souls in the Garden of Flameless Utopia (démo)
- 2004 : 4 way split avec Dodewaard, Petethepiratesquid et Thema Eleven[3]
- 2007 : split avec Only for the Sake of Aching[5]
- 2009 : split avec Dominic[11]